# Robert Webster (plongeon)
Pour les articles homonymes, voir Robert Webster et Webster.
Robert David Webster, connu aussi sous le nom de Bob Webster, est un plongeur américain des années 1960 né le 25 octobre 1938 à Berkeley (Californie).

## Carrière
Il est sacré champion olympique en plateforme à 10 mètres aux Jeux olympiques d'été de 1960 à Rome et aux Jeux olympiques d'été de 1964 à Tokyo. Il obtient aussi une médaille d'or aux Jeux panaméricains de 1963 à São Paulo.
Il intègre l'International Swimming Hall of Fame en 1970, et est l'entraîneur de l'équipe américaine de plongeon en 1971.